# Marcel Ongenae
Marcel Ongenae, né le 3 juillet 1934 à Varsenare (Flandre-Occidentale), et mort le 8 octobre 2014 à Thourout (Flandre-Occidentale), est un coureur cycliste belge, professionnel de 1960 à 1967. Son frère Dirk Ongenae (1953) fut coureur professionnel.

## Palmarès
- 1955
  - 6eb étape du Tour de Belgique amateurs (contre-la-montre par équipes)
  - Circuit Mandel-Lys-Escaut indépendants
  - 2e du Circuit du Westhoek
- 1956
  - 3e des Trois Jours d'Ypres
- 1957
  - 2e du championnat de Flandre indépendants
- 1958
  - 2e du Circuit des régions flamandes des indépendants
  - 3e de la Ruddervoorde Koerse
  - 3e de la Gullegem Koerse
- 1959
  - Circuit Het Volk indépendants
  - Heestert-Tournai-Heestert
  - 3e de Bruxelles-Liège
  - 3e de Bruxelles-Mons-Liège
  - 3e du championnat de Flandre indépendants
- 1961
  - 2e du Circuit du Houtland
  - 3e du Grand Prix de Denain
- 1962
  - 2eb étape du Tour de France (contre-la-montre par équipes)
  - 2e étape du Tour de Catalogne
  - Gullegem Koerse
  - 2e du Championnat de Zurich
- 1963
  - Circuit des Flandres Sud-Ouest
- 1964
  - Grand Prix Flandria
  - 3e du Grand Prix Marcel Kint
  - 3e du Grand Prix de la ville de Vilvorde
  - 3e du Grand Prix Raf Jonckheere

## Résultats sur les grands tours

### Tour de France
3 participations
- 1962 : 51e, vainqueur de la 2eb étape (contre-la-montre par équipes)
- 1963 : 58e
- 1964 : abandon (4e étape)

### Tour d'Italie
3 participations
- 1962 : abandon (14e étape)
- 1964 : 66e
- 1965 : abandon